# Малая Дубровочка
Малая Дубровочка — деревня в Устюженском районе Вологодской области.
Входит в состав Залесского сельского поселения, с точки зрения административно-территориального деления — в Залесский сельсовет.
Расстояние по автодороге до районного центра Устюжны — 28 км, до центра муниципального образования деревни Малое Восное — 2 км. Ближайшие населённые пункты — Зыково, Малое Восное, Терентьево.
Население по данным переписи 2002 года — 2 человека.